# دویدن تایسون
دویدن تایسون (به انگلیسی: Tyson's Run) فیلمی محصول سال ۲۰۲۲ و به کارگردانی کیم باس است. در این فیلم بازیگرانی همچون روری کاکرین، ایمی اسمارت، میجر دادسون، لیلا فلدر، کلودیا زوالوس، رنو ویلسون و برخد عبدی ایفای نقش کرده‌اند.